# Боярка (Одеска област)
Боярка (на украински: Боярка) е село в Южна Украйна, Подилски район на Одеска област. Основано е през 1873 година. Населението му е около 289 души.